# Delvār
Delvār (persiska: دلوار, دِلبار, دِل واز, Bandar-e Delvār, بندر دلوار) är en ort i Iran.   Den ligger i provinsen Bushehr, i den centrala delen av landet, 800 km söder om huvudstaden Teheran. Delvār ligger 9 meter över havet och antalet invånare är 3 201.
Terrängen runt Delvār är platt åt nordväst, men åt sydost är den kuperad. Havet är nära Delvār åt sydväst. Runt Delvār är det ganska glesbefolkat, med 25 invånare per kvadratkilometer. Delvār är det största samhället i trakten. Trakten runt Delvār är ofruktbar med lite eller ingen växtlighet.